# Mechanik (singel)
Mechanik – trzeci singel czeskiego zespołu pop rockowego Mandrage z ich trzeciego albumu studyjnego Moje krevní skupina. Wydany 13 kwietnia 2012 przez wytwórnię płytową, Universal Music.

## Teledysk
Teledysk do piosenki "Mechanik" został opublikowany 10 maja 2012 roku za pośrednictwem serwisu internetowego VEVO. Wystąpili w nim Jaromír Nosek oraz Jakub Vágner.

## Lista utworów i formaty singla
2-ścieżkowy Promo CD-singel
1. "Mechanik" (Radio Mix) – 3:07
2. "Mechanik" (Album Version) – 3:28

## Twórcy
- Vít Starý – wokal prowadzący, gitara rytmiczna
- Pepa Bolan – gitara prowadząca, wokal wspierający
- Michal Faitl – gitara basowa
- Matyáš Vorda – perkusja
- František Bořík – instrumenty klawiszowe

## Pozycje na listach
| Państwo | Lista           | Najwyższa pozycja |
| ------- | --------------- | ----------------- |
| Czechy  | Rádio – Top 100 | 31                |